# Кожаково
Кожаково — посёлок в Ефимовском городском поселении Бокситогорского района Ленинградской области.

## История
Сельцо Кажеково упоминается на семитопографической карте Новгородской губернии 1847 года.

КОЖАКОВО — усадьба Мамаевых, число дворов — 12, число домов — 5, число жителей: 20 м. п., 25 ж. п.; Занятие жителей: земледелие. Река Голоденка. Часовня.

КОЖАКОВСКИЙ — Лесопильный завод Мамаевых, число дворов — 12, число домов — 8, число жителей: 6 м. п., 10 ж. п.; Занятие жителей: фабричные. Река Соминка. (1910 год)

В конце XIX — начале XX века усадьба административно относилась к Соминской волости 1-го земского участка 3-го стана Устюженского уезда Новгородской губернии.

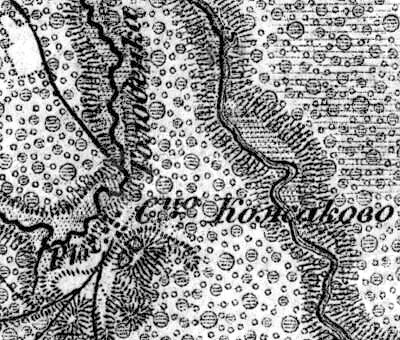
Кожаково на карте 1917 года

Согласно карте Новгородской губернии 1917 года это было сельцо Кожаково, оно находилось в междуречье Голоденки и Соминки.
С 1917 по 1918 год деревня входила в состав Тарантаевской волости Тихвинского уезда Новгородской губернии.
С 1918 года в составе Череповецкой губернии. 
С 1924 года в составе Соминской волости Устюженского уезда.
С 1927 года в составе Спировского сельсовета Ефимовского района.
Согласно карте Ленинградской области Северо-западного аэрогеодезического треста ГГУ издания 1932 года деревня насчитывала 11 крестьянских дворов. В деревне находилась лесопилка.
По данным 1933 года деревня Кожаково входила в состав Спировского сельсовета Ефимовского района.
С 1954 года в составе Заголодненского сельсовета.
С 1959 года в составе Соминского сельсовета.
С 1965 года в составе Бокситогорского района. В 1965 году население деревни составляло 239 человек.
По данным 1966, 1973 и 1990 годов посёлок Кожаково входил в состав Соминского сельсовета Бокситогорского района.
В 1997 году в посёлке Кожаково Соминской волости проживали 97 человек, в 2002 году — 66 человек (русские — 97 %).
В 2007 году в посёлке Кожаково Ефимовского ГП проживали 54 человека, в 2010 году — 39, в 2015 году — 49, в 2016 году — 40 человек.

## География
Посёлок расположен в юго-восточной части района к северу от автодороги А114 (Вологда — Новая Ладога).
Расстояние до административного центра поселения — 18 км.
Расстояние до ближайшей железнодорожной станции Ефимовская — 24 км. 
Посёлок находится на правом берегу реки Соминка и правом берегу реки Заголоденка.

## Демография
| 1997 | 2002 | 2007 | 2010 | 2017 |
| ---- | ---- | ---- | ---- | ---- |
| 97   | ↘66  | ↘54  | ↘39  | ↘36  |

### Национальный состав
Согласно данным Всероссийской переписи населения 2021 года в посёлке проживали 33 человека, все русские.